# Waiblingen (stacja kolejowa)
Waiblingen – stacja kolejowa w Waiblingen, w kraju związkowym Badenia-Wirtembergia, w Niemczech. Stacja została otwarta w 1861. Znajduje się tu 6 peronów.